# Lasciatelo dire!
Chamboultout è un film commedia francese del 2019 diretto da Éric Lavaine.

## Trama
Béatrice festeggia l'uscita del suo libro in cui racconta l'incidente con suo marito Frédéric, che le ha fatto perdere la vista. Frederic, invece, è diventato un uomo ossessionato dal cibo e dice tutto ciò che pensa, senza alcun filtro. Beatrice, nonostante il cambiamento psicologico del suo uomo, lo ama più che mai. Nel suo libro, Beatrice ha incluso anche aneddoti sui suoi amici e, anche se ha cambiato i loro nomi, si riconoscono, il che provoca un po' di scompiglio nel gruppo.